# Principado de Aschaffenburg
El Principado de Aschaffenburg (en alemán: Fürstentum Aschaffenburg) fue un principado del Sacro Imperio Romano Germánico y la Confederación del Rin entre 1803-10. Su capital era Aschaffenburg.
Con la secularización del Arzobispado de Maguncia en 1803, Karl Theodor Anton Maria von Dalberg fue compensado recibiendo los recién creados principados de Aschaffenburg y Ratisbona y el Condado de Wetzlar. Junto con la ciudad de Aschaffenburg, el Principado de Aschaffenburg también consistía de las ciudades de Klingenberg, Lohr, Aufenau, Stadtprozelten, Orb y Aura.
El principado pasó a formar parte de la Confederación del Rin en 1806 después de la disolución del Sacro Imperio Romano Germánico. En 1810 Napoleón concedió el Principado de Ratisbona de Dalberg al Reino de Baviera compansándole con Hanau y Fulda. Dalberg fusionó el resto de territorios de Aschaffenburg, Fráncfort, Wetzlar, Hanau, y Fulda en el nuevo Gran Ducado de Fráncfort, pasando a ser el Principado de Aschaffenburg un departamento del nuevo gran ducado. No obstante, la ciudad de Aschaffenburg permaneció como la residencia de Dalberg. La región fue anexionada por Baviera en 1814.